# دارک‌نت

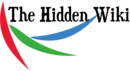
لوگوی هیدن ویکی

دارک نت (به انگلیسی: Dark Net) شبکه‌ای شخصی و پوشیده‌است که ارتباطات آن فقط به صورت ارتباط یک زوج معتمد یعنی کاربر به کاربر (دوست به دوست) یا (F2F) است که از پروتکل‌ها و پورت‌های غیر استاندارد استفاده می‌کند.

دارک نت‌ها متمایز از دیگر شبکه‌های رایج کاربر به کاربر هستند به‌طوری‌که اشتراک‌گذاری به صورت anonymous (مخفی بودن آدرس IP) است.

دارک نت به‌طور گسترده‌ای پذیرفته شد و توسط رسانه‌های بزرگ از جمله Rolling Stone و Wired به کار گرفته شد.

## استفاده‌های دارک نت
برای دسترسی به سرویس‌ها و سایت‌هایی که خدمات خود را در دارک نت ارائه می‌دهند از وبسایت‌های فهرست وب همچون هیدن ویکی می‌توان استفاده کرد.
دارک نت می‌تواند استفاده‌های مختلفی داشته باشد از جمله:
- نگرانی‌های حریم خصوصی یا ترساندن توسط مخالفان سیاسی.
- برای انتشار دستاوردهای مجرمانه.
- برای اشتراک فایل‌های صوتی و تصویری (اغلب فایل‌هایی که قانون کپی رایت از آن‌ها حمایت می‌کند).

## اولین استفاده دارک نت
دارک نت در دهه ۱۹۷۰ در اصل برای تعیین شبکه‌های مجزا از آرپانت برای اهداف امنیتی ابداع شد. دارک نت‌ها می‌توانند از ARPANET دیتا دریافت کنند اما آدرس‌هایی دارند که در لیست‌های شبکه دیده نمی‌شوند و به پینگ‌ها و سوالات دیگر جواب نمی‌دهند.

دارک نت مورد پذیرش کسانی که نشریه "The Darknet and the Future of Content Distribution" را دنبال می‌کردند واقع شد. در سال ۲۰۰۲ مقاله‌ای توسط چهار کارمند Microsoft به نام‌های Peter Biddle, Paul England, Marcus Peinado و Bryan Willman نوشته شد که شامل مفاهیم زیر بودند:

ایده دارک نت بر اساس سه فرض شکل گرفته‌است:
1. هر موضوعی که به‌طور گسترده انتشار داده شده باشد، به صورت یک فرم قابل کپی شدن در دسترس بخشی از کاربران قرار خواهد گرفت.
2. کاربران در صورت امکان و در صورت تمایل موضوع مورد نظر را کپی می‌کنند.
3. کاربران از طریق کانال‌های با پهنای باند بالا متصل شده‌اند.

دارک نت بر اساس فرض ۱ یک شبکه توزیع شده‌است که از تزریق موضوعات به وجود می‌آید و بر اساس فرض‌های ۲ و۳ انتشار این موضوعات.

پژوهشگران مایکروسافت راجع به این بحث می‌کردند که وجود دارک نت اولین مانع پیشرفت فناوری‌های کارآمد DRM بود.

## معانی دیگر دارک نت
اصطلاح دارک نت می‌تواند برای توصیف همه سایت‌های غیر تجاری اینترنت مورد استفاده قرار گیرد.

این کلمه همچنین برای ارجاع به همه ارتباطات و فناوری‌های زیرزمینی، به خصوص مواردی که مربوط به فعالیت‌های غیرقانونی است، استفاده می‌شود.

## اصطلاحات
در هنگام توضیح شبکه اشتراک فایل، اصطلاح دارک نت معمولاً به عنوان مترادفی برای Friend to Friend استفاده می‌شود که هر دو، شبکه‌ای را توصیف می‌کنند که ارتباط مستقیم فقط بین دو دوست مورد اعتماد برقرار می‌شود.

گسترده‌ترین شبکه‌های اشتراک فایل غیر دارک نتی مثل بیت‌تورنت، یک شبکه Friend to Friend نیست چرا که کاربران می‌توانند با هر کس دیگری در شبکه ارتباط برقرار کنند.

## نرم‌افزارها
- Freenet یک دارک نت محبوب است که از نسخه ۰٫۷ می‌تواند به عنوان یک "opennet" (قابل اتصال به کاربران غیر معتمد) اجرا شود.
- گنونت یک دارک نت معروف است اگر گزینه "توپولوژی F2F" فعال باشد.
- Retroshare به‌طور پیش‌فرض به عنوان دارک نت اجرا می‌شود تا انتقال فایل‌ها به صورت anonymous انجام دهد در صورتی که قابلیت‌های DHT و Discovery غیرفعال باشند.
- Syndie نرم‌افزاری است که برای انتشار انجمن‌های توزیع یافته در تعداد زیادی شبکه مورد استفاده قرار می‌گیرند.